# 飯合肇
飯合 肇（めしあい はじめ、1954年3月12日 - ）は、千葉県我孫子市出身のプロゴルファー。「ジャンボ軍団」の一人で、愛称は「コング」。日本初のレギュラー / シニア両ツアーの賞金王に輝く。

## 略歴
- 小学校から我孫子中学校、修徳高校[1]、駒澤大学（中畑清は駒澤大学硬式野球部同期[2])までは野球選手として活躍をしていたが、肩を痛めて退部。ゴルフに転向し、尾崎将司に弟子入りする。
- 1978年、プロテストに合格。
- 野球で鍛えた持ち前のビッグドライブ / ドローボールを持ち球とし、1993年に3勝して賞金王を獲得した。
- 2004年にシニアデビュー、アメリカの「チャンピオンズツアー」に同年から2006年まで挑戦。
- 2008年に日本のシニアツアーに本格参戦、シニアツアー賞金王を獲得。
- 2010年4月1日付で、千葉県立印旛明誠高校 ゴルフ部 特別顧問に就任[3]。

## 出演
- ゴルフ 尾崎兄弟・飯合に挑戦!!（テレビ東京）